# Glomeridesmida
Glomeridesmida (англ.) — отряд мелких двупарноногих многоножек из инфракласса Pentazonia Pocock, 1894 (Chilognatha, Diplopoda). Около 30 видов.

## Распространение
Южная Америка, Центральная Америка, Индия, Шри-Ланка, Юго-Восточная Азия и Океания.

## Описание
Многоножки мелких размеров, имеют длину от 3 до 15 мм. Усики 7-члениковые. Орган Темешвари крупный, округлый, расположен латерально к антеннам. Уплощённое тело имеет 22 сегмента, и в отличие от других отрядов Pentazonia представители Glomeridesmida не могут сворачиваться в клубок. Оцеллии (глазки) отсутствуют. Два вида обитают в пещерах и, как и другие трогломорфные животные, прозрачны из-за потери пигмента. Пять известных видов Termitodesmus (составляющие семейство Termitodesmidae) имеют комменсальные отношения с термитами.

## Систематика
2 семейства, около 30 видов. Отряд Glomeridesmida включают в состав Pentazonia, который рассматривается в ранге или инфракласса, или подкласса.
Glomeridesmida занимают промежуточное положение между Pentazonia и остальными многоножками (подкласс Helminthomorpha) и рассматриваются некоторыми специалистами как предковая группа обеих групп.
- Glomeridesmidae Latzel, 1884 — около 30 видов; Индия, Южная Америка, Центральная Америка
- Termitodesmidae Silvestri, 1911 — 5 видов; Индия, Шри-Ланка, Вьетнам